# 更別村立更別小学校
更別村立更別小学校（さらべつそんりつ さらべつしょうがっこう）は、北海道河西郡更別村字更別南にある公立小学校。

## 沿革
出典
- 1924年（大正13年）
  - 5月15日 - 教授所として開校。開校時は、茅葺屋根の掘っ建て小屋が校舎で、児童数は9名だった[2]。
  - 9月6日 - 同日付で、中札内尋常小学校所属旭特別教授場として正式に認可。
- 1984年（昭和59年） - 更南・勢雄の2小学校を統合。
- 2004年（平成16年） - 開校80周年。
- 2013年（平成25年） - ユネスコスクールに認定。

## 職員
- 校長
- 教頭
- 教諭13名
- 養護教諭
- 栄養教諭
- 事務職員
- 用務員
- 補助指導員

## 児童会活動
- 児童会三役
- 学芸集会委員会
- 図書委員会
- 保健体育委員会
- 放送委員会

## クラブ活動
前期（4月 - 9月）と後期（10月 - 翌年3月）に分けて、4年生以上の児童の希望に応じて設定され活動している。主なものとしては以下の通り。
- 大人数スポーツクラブ
- 家庭科クラブ
- コンピュータクラブ
- 少人数スポーツクラブ
- サイエンスクラブ

## 進学先中学校
- 更別村立更別中央中学校

## アクセス
- 十勝バス60系統広尾線「更別市街入口」バス停下車後、徒歩約550m・約8分。

## 周辺
- 北海道道716号駒畠更別線
- 更別村立更別幼稚園 - 進学前幼稚園
- 更別浄化センター
- 更別運動広場
- また、本校は更別村中心部に近く、村役場を含む村関連施設や国道236号線も近い。